# Ulodes verrucosus
Ulodes verrucosus es una especie de coleóptero de la familia Ulodidae.

## Distribución geográfica
Habita en Tasmania y Victoria (Australia).